# Cardador de lana

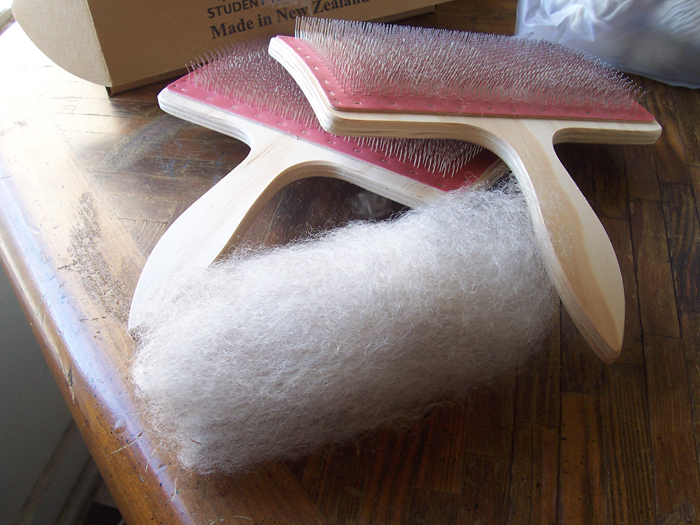
Cardador manual.

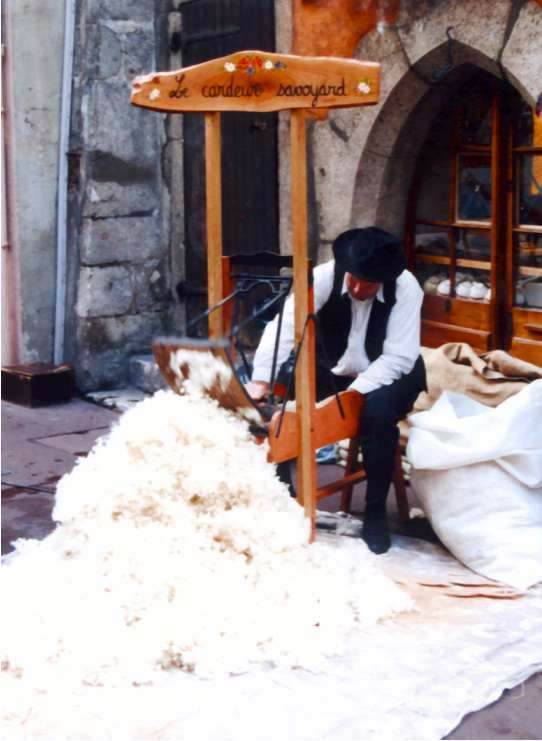
Cardador de lana trabajando.

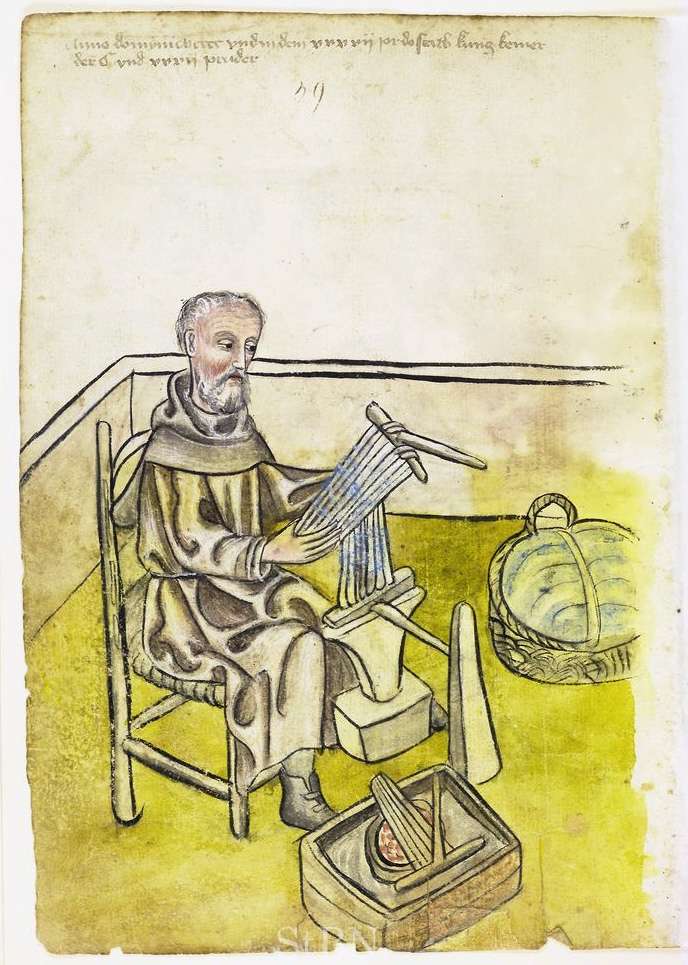
Cardado de lana en ilustración del Hausbuch der Mendelschen Zwölfbrüderstiftung, Núremberg, 1442.

Cardador de lana es un oficio artesanal en vías de desaparición. El cardador de lana era un trabajador de zonas ganaderas con producción de lana, que procedía a lavar los vellones con agua para eliminar la suciedad y restos de grasa del material y a continuación los desenredaba o escardaba para dejarlos listos para el hilado y su uso textil. Estos trabajadores a veces eran llamados jornaleros de peinar y cardar lana, y utilizaban para esta actividad instrumentos tradicionales, como cardas y peines.

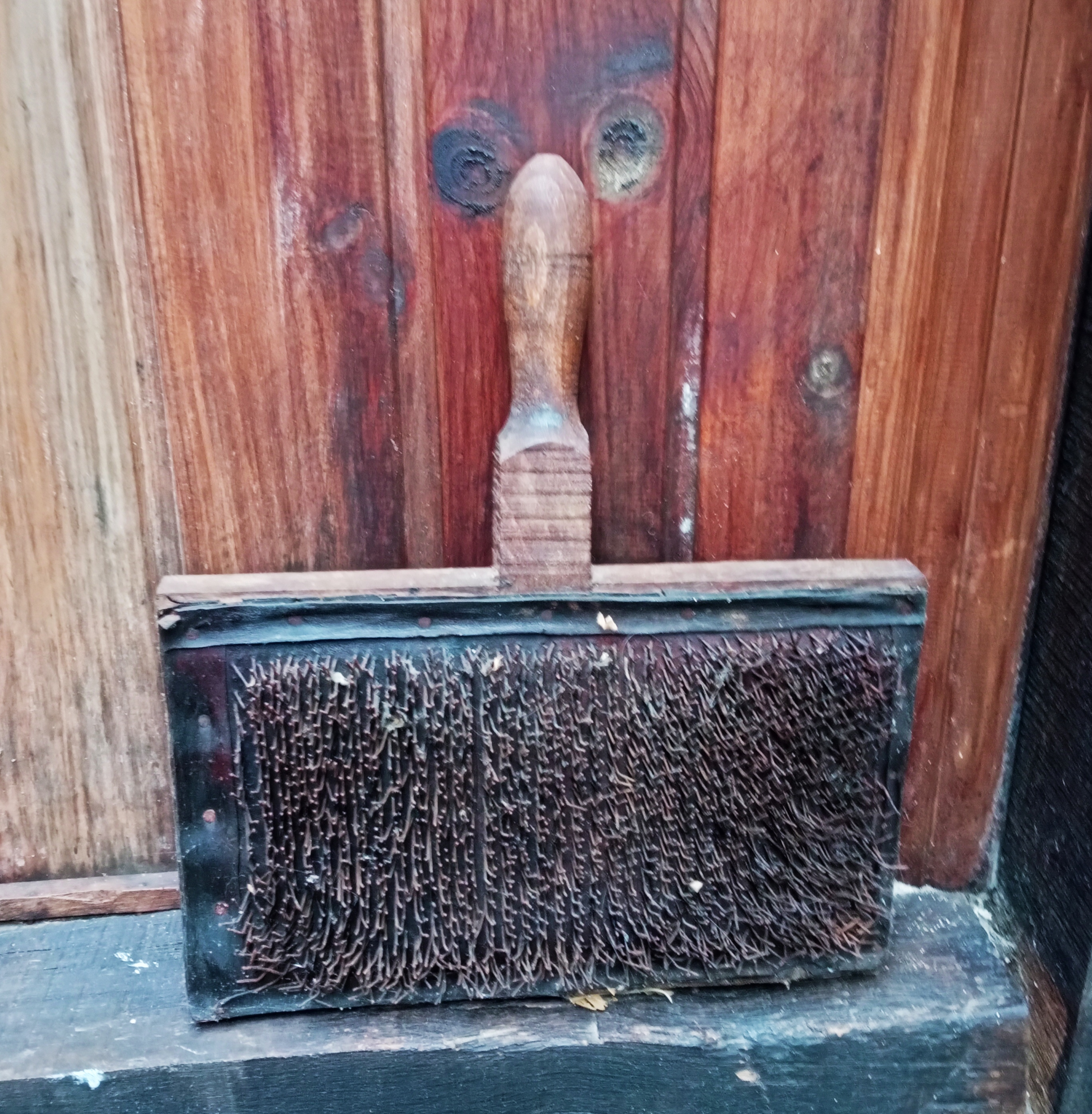
cepillo de cardar antiguo en Boñar, León, España

 Actualmente el procedimiento se sigue realizando, pero se emplean métodos industriales que precisan escasa mano de obra.
También se llama cardador o colchonero al profesional en muchas ocasiones ambulante, al que se le entregaban los colchones cuando la lana que contenían se había apelmazado debido al uso. Procedía a descoser el colchón, sacar la lana y mediante un peine especial la cardaba o peinaba repetidamente hasta conseguir que las fibras se separaran y la lana adquiriera una textura sedosa y blanda.

## Cardado
Se entiende por cardado un conjunto de operaciones mecánicas que se realizan sobre la lana u otros materiales como el algodón y el lino, con el objetivo de limpiar, paralelizar e individualizar las fibras para producir finalmente una mecha o cinta. Es un proceso de gran importancia para obtener hilo de calidad. Actualmente se hace con máquinas cardadoras.

## Pelaire en la Corona de Aragón
El rey Jaime I de Aragón otorgó a la denominada Cofradía de pelaires (cardadores) de Tarazona el poder de mantener las armas reales en sus pendones, estando considerado el gremio conocido más antiguo de España. 
En la Baja Edad Media, el gremio de pelaires de Teruel fue refundada bajo la advocación de San Miguel Arcángel, y en sus ordenanzas de 1456 se disponía en aragonés medieval de las comunidades aragonesas:

Aquesta es la regla de la honrada Conpannya de Sennyor Sant Miguel Archangel, la qual es reparada por los del dito officio de la perayria, segunt que avant larguament parece por los capitoles et ordenaciones que se siguen...

## Santo patrón
El patrón de los cardadores es San Blas de Sebaste, que fue martirizado con rastrillos de cardar.